# Vlora Beđeti

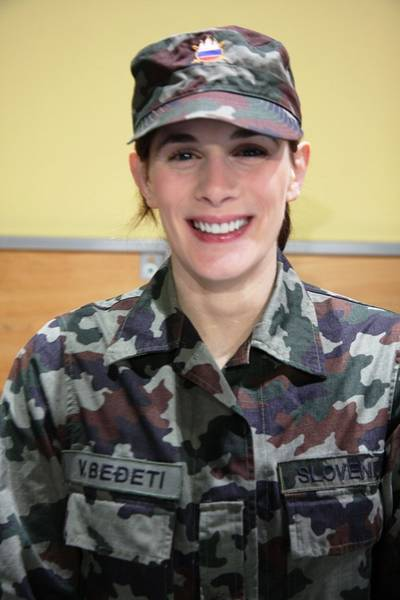
Vlora Beđeti (2012)

Vlora Beđeti (* 22. Oktober 1991) ist eine ehemalige slowenische Judoka. 2013 war sie Weltmeisterschaftsdritte im Leichtgewicht.

## Sportliche Karriere
Vlora Beđeti startete bis 2008 im Leichtgewicht, der Gewichtsklasse bis 57 Kilogramm. Von 2008 bis 2012 trat sie im Halbmittelgewicht (bis 63 Kilogramm) an, dann wechselte sie wieder ins Leichtgewicht.
2009 gewann sie eine Bronzemedaille bei den U20-Weltmeisterschaften in Paris. Bei den Europameisterschaften 2010 in Wien bezwang sie im Achtelfinale die Israelin Alice Schlesinger und im Viertelfinale die Spanierin Yahaira Aguirre. Nach ihrer Halbfinalniederlage gegen die Niederländerin Elisabeth Willeboordse gewann sie den Kampf um eine Bronzemedaille gegen die Deutsche Claudia Ahrens. Kurz darauf gewann sie in Bukarest ihr erstes Weltcup-Turnier. Bei den U20-Weltmeisterschaften in Agadir erreichte sie das Finale und erhielt die Silbermedaille hinter der Japanerin Miku Tashiro. 2012 gewann Vlora Beđeti ihren einzigen slowenischen Meistertitel. 
Nachdem sie ins Leichtgewicht zurückgekehrt war, siegte sie im Juni 2013 bei den Mittelmeerspielen in Mersin. Bei den Weltmeisterschaften 2013 in Rio de Janeiro besiegte sie im Achtelfinale die Mongolin Dordschsürengiin Sumjaa und im Viertelfinale Camila Minakawa aus Israel. Im Halbfinale unterlag sie Marti Malloy aus den Vereinigten Staaten, besiegte aber im Kampf um eine Bronzemedaille die Japanerin Anzu Yamamoto. 2014 und 2015 gewann sie jeweils mit dem slowenischen Team die Bronzemedaille bei den Mannschaftseuropameisterschaften.